# NOAA-19
NOAA-19 - американський метеорологічний супутник серії POES, Національного управління океанічних та атмосферних досліджень США.

## Побудова
До запуску позначався NOAA-N (NOAA N-Prime), ця назва широко використовується і після запуску.

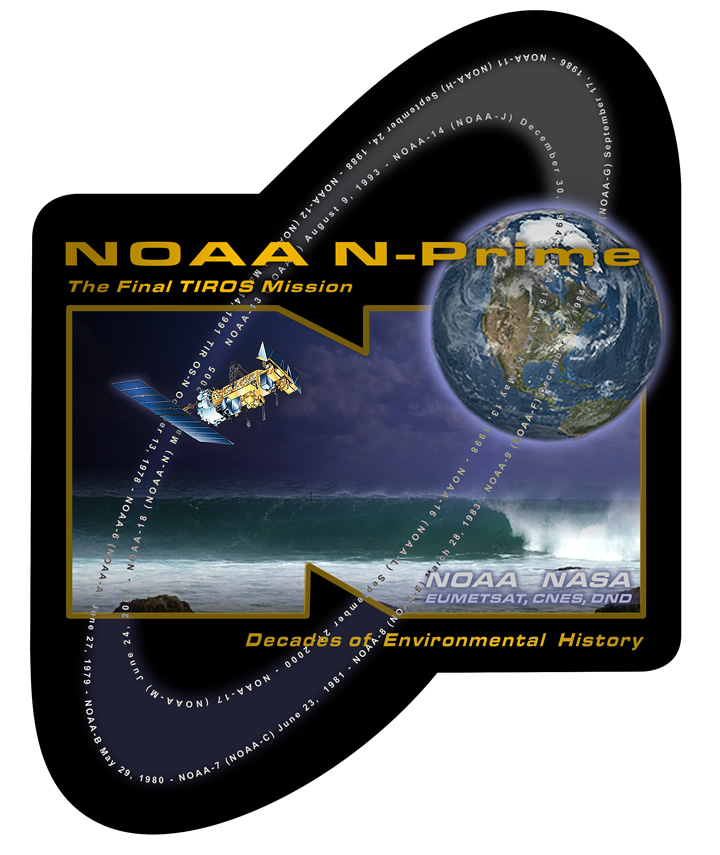
Логотип місії NOAA N-Prime

6 вересня 2003 супутник був серйозно пошкоджений під час робіт на заводі Lockheed Martin Space Systems в Саннівейлі (Каліфорнія): супутник впав на підлогу в той момент, коли проводився його поворот в горизонтальне положення. 
Розслідування НАСА дійшло висновку, що причиною був брак дисципліни у виконанні процедур на заводі: поки перекидний візок, що використовується в цій процедурі, знаходився на складі, технік видалив двадцять чотири болти, що утримують адаптер, не задокументувавши цю дію. Команда, яка потім використовувала візок для повороту супутника, не перевірила болти, як передбачалося процедурою, як переміщати апарат.
Вартість відновлення становила 135 мільйонів доларів. Lockheed Martin відмовилася від прибутку з цього проекту, щоб оплатити роботи з ремонту; пізніше компанія зазнала витрат у 30 млн доларів на витрати, пов'язані з цим інцидентом; залишок суми було сплачено урядом США.
Запущено і виведено на орбіту 6 лютого 2009 року. 

## Приладдя
NOAA-N Prime несе на собі набір приладів, що збирають дані для прогнозування погоди та клімату.
Як і попередники NOAA-N забезпечує отримання зображень хмар і деталей поверхні, а також вертикальних профілів температури та вологості, які використовуються потім у цифрових моделях прогнозу погоди.
Також збираються дані про розподіл озону у верхніх шарах атмосфери та стан навколоземного простору.
Основними приладами є:
- Advanced Very High Resolution Radiometer (AVHRR/3) ;
- High Resolution Infrared Radiation Sounder (HIRS/4);
- Advanced Microwave Sounding Unit (AMSU-A);
- Space Environment Monitor (SEM/2);
- Solar Backscatter Ultraviolet Spectral Radiometer (SBUV/2);
- Microwave Humidity Sounder (MHS).

Перші три прилади були розроблені з розрахунку на роботу протягом трьох років, SBUV/2 - двох років, MHS - п'яти років.

## Місія
Частоти для збору наукових даних і послуг зв'язку на наземних станціях:
| Сервіс | Напрямок | Частота (МГц) | Смуга(КГц) | Поляризація | Цифровий/Аналоговий | Швидкість передачі (кб/сек) або (КГц) | Коментар                                     |
| ------ | -------- | ------------- | ---------- | ----------- | ------------------- | ------------------------------------- | -------------------------------------------- |
| CDA    | Пд.- Сх. | 2247.5        | 2000       | RHCP        | цифровий            | 2660 кб/сек                           | Глобальні та локальні данні                  |
| HRPT   | Пд.- Сх. | 1702.5        | 4000       | LHCP        | цифровий            | 665 кб/сек                            | Повні інформаційні данні                     |
| HRPT   | Пд.- Сх. | 1698          | 4000       | RHCP        | цифровий            | 665 кб/сек                            | Повні інформаційні данні                     |
| HRPT   | Пд.- Сх. | 1707          | 4000       | RHCP        | цифровий            | 665 кб/сек                            | Повні інформаційні данні                     |
| APT    | Пд.- Сх. | 137.35        | 38         | RHCP        | аналоговий          | 1,7 КГц                               | Зображення зі зменшеною роздільною здатністю |
| APT    | Пд.- Сх. | 137.77        | 38         | RHCP        | аналоговий          | 1,7 КГц                               | Зображення зі зменшеною роздільною здатністю |
| APT    | Пд.- Сх. | 137.1         | 38         | RHCP        | аналоговий          | 1,7 КГц                               | Зображення зі зменшеною роздільною здатністю |
| APT    | Пд.- Сх. | 137.9125      | 38         | RHCP        | аналоговий          | 1,7 КГц                               | Зображення зі зменшеною роздільною здатністю |
| DSB    | Пд.- Сх. | 137.35        | 46         | RHCP        | цифровий            | 8,32 кб/сек                           | TIP данні                                    |
| DSB    | Пд.- Сх. | 137.77        | 46         | RHCP        | цифровий            | 8,32 кб/сек                           | TIP данні                                    |

## Заміна
Серію NOAA планувалося замінити серією NPOESS наступного покоління до того, як цей проект було скасовано. Натомість Suomi NPP була запущена в 2011 році як міст до Об'єднаної полярної супутникової системи (JPSS). Перший супутник JPSS був запущений у 2017 році.

## Галерея

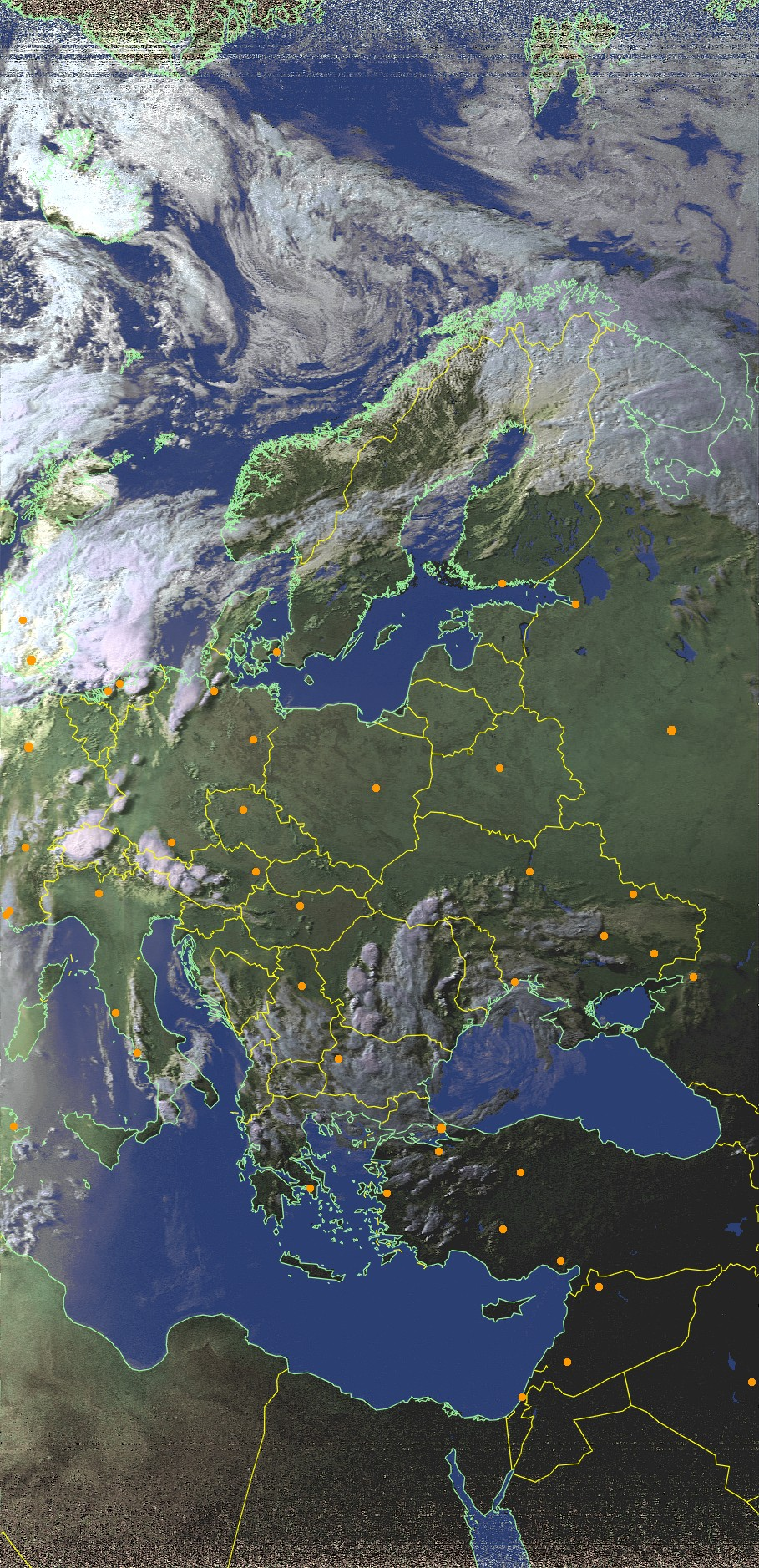
Україна (18 червня 2021), HVCT
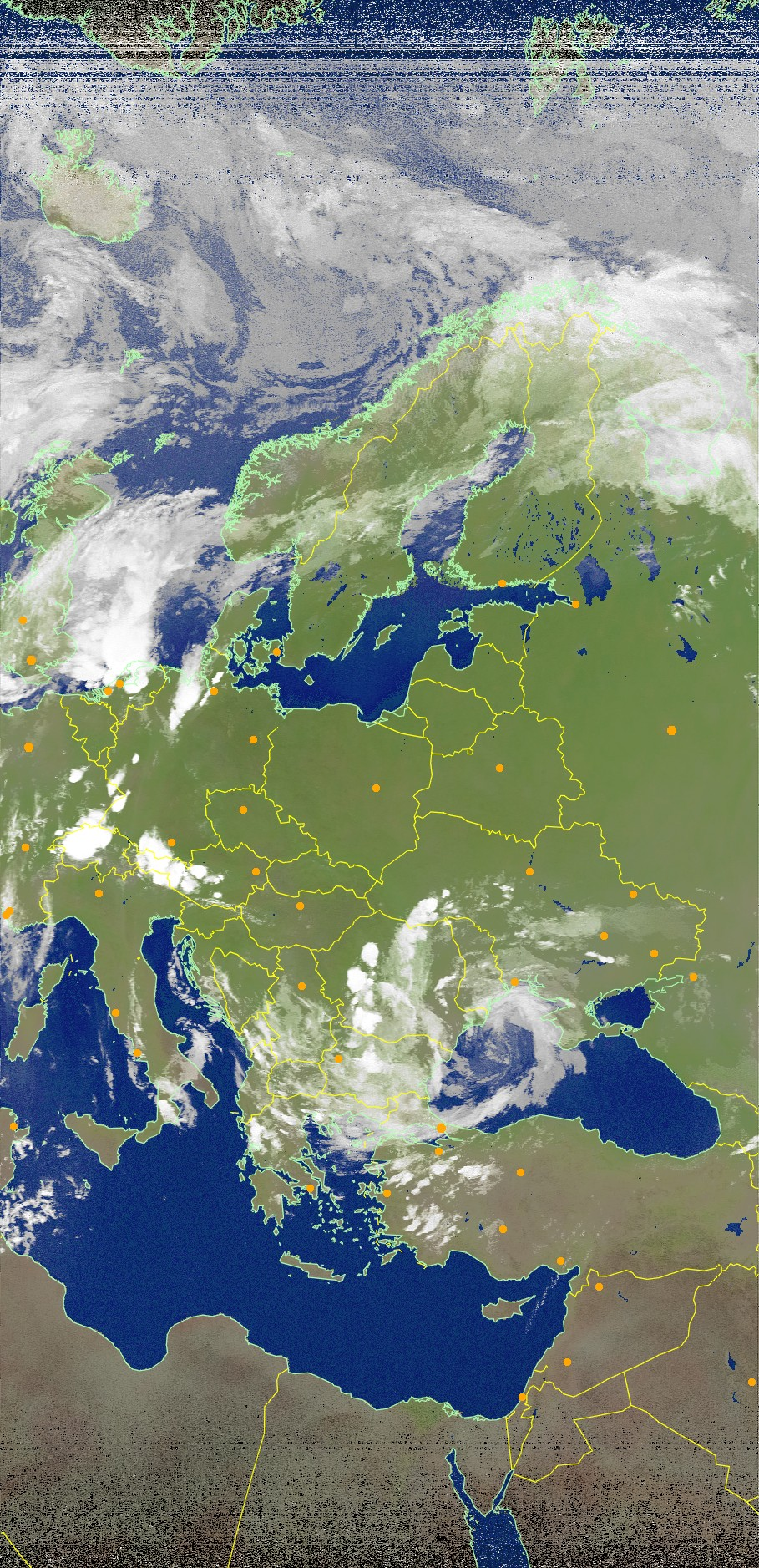
Україна (18 червня 2021), MCIR
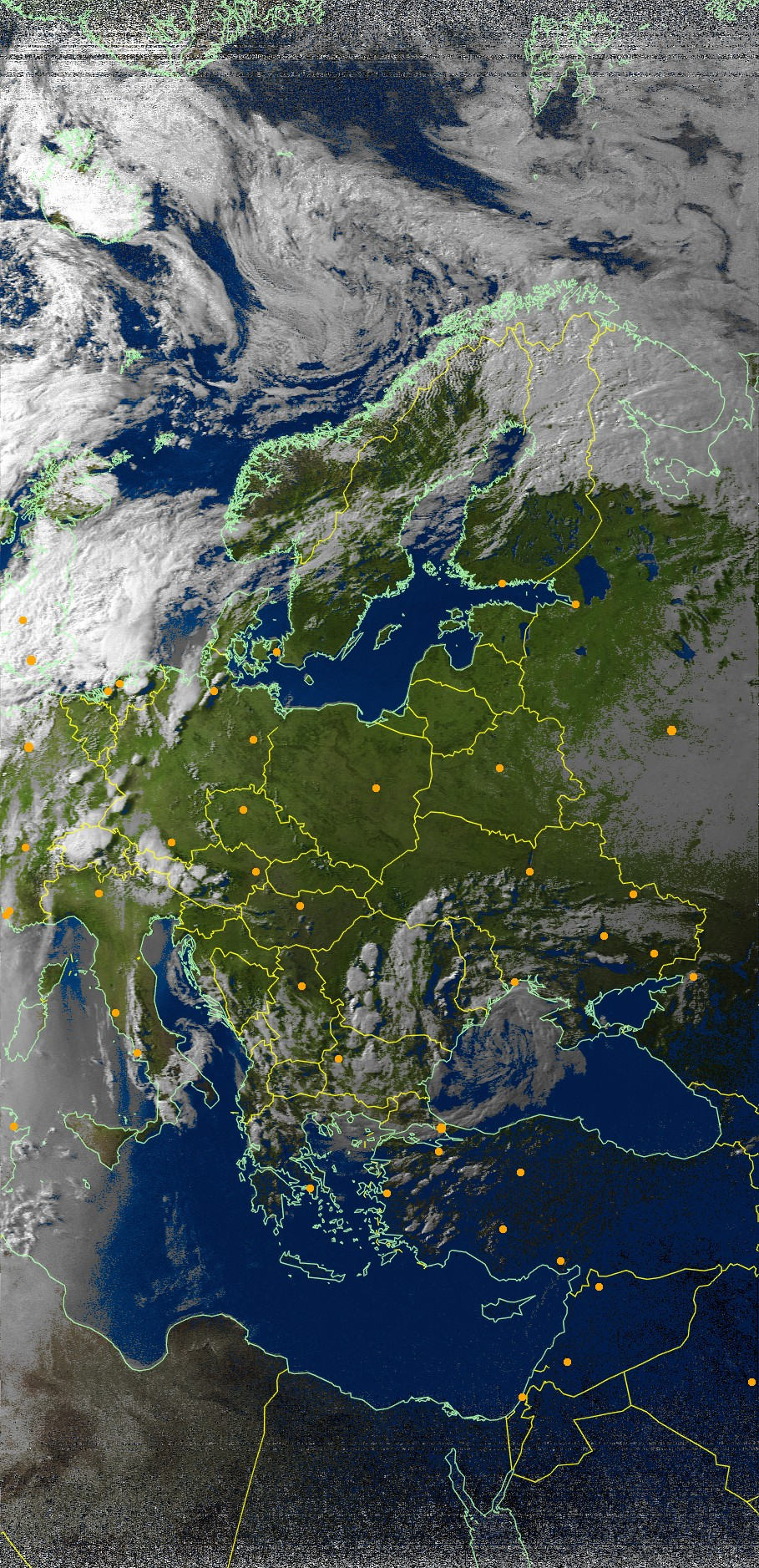
Україна (18 червня 2021), MSA
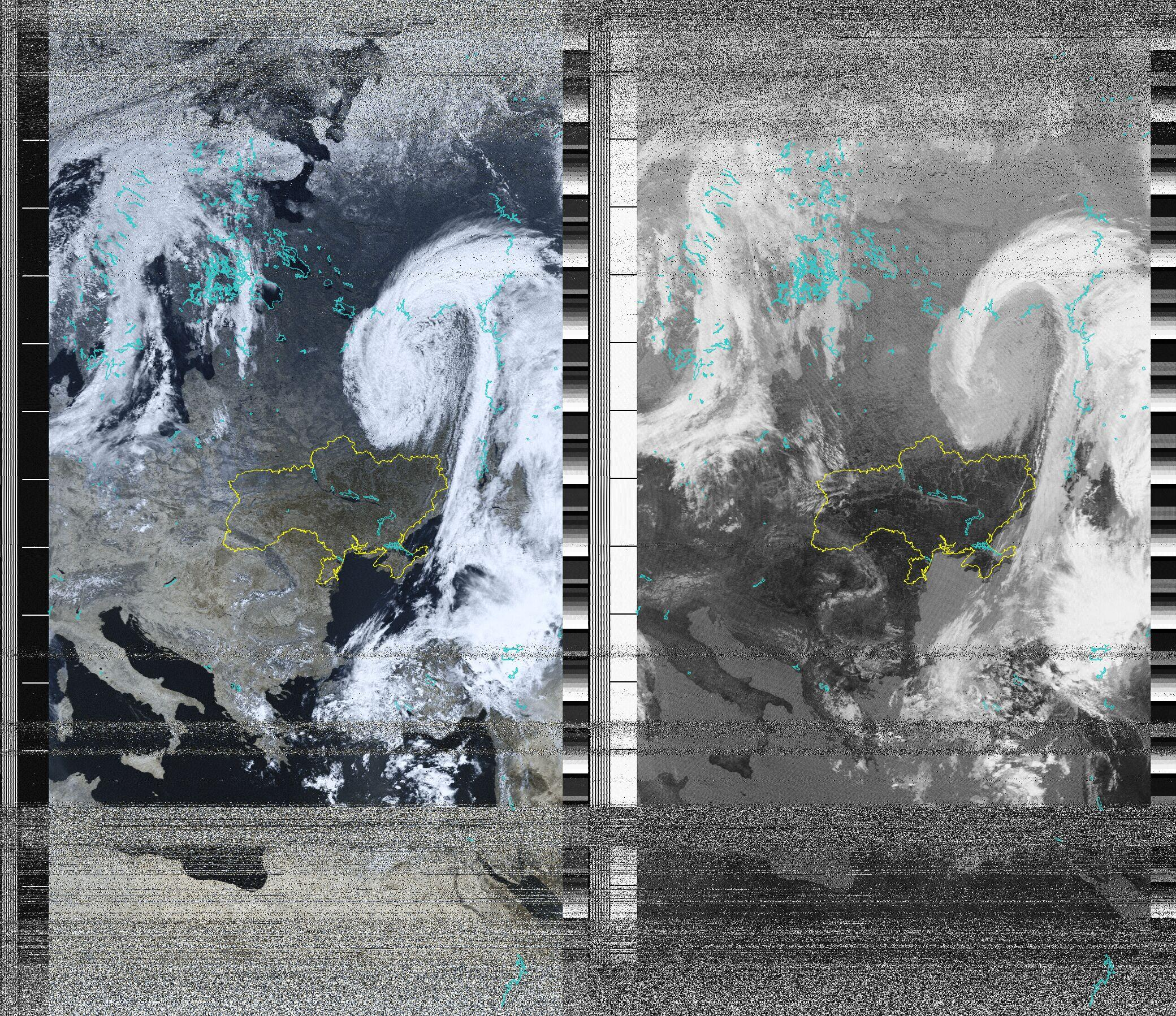
Україна (2 травня 2025), візуальний та інфрачервоний діапазони